# Linda Jezek
Linda Louise Jezek (Palo Alto, 10 marzo 1960) è un'ex nuotatrice statunitense.

## Carriera
Fortemente specializzata nel dorso, annovera nel proprio palmarès una medaglia d'argento ai Giochi Olimpici e tre medaglie d'oro conquistate ai campionati mondiali.

## Palmarès
- Giochi olimpici estivi

Montreal 1976: argento nella 4x100m misti.
- Mondiali

Cali 1975: argento nella 4x100m misti.
Berlino 1978: oro nei 100m dorso, nei 200m dorso e nella 4x100m misti.
- Giochi panamericani

San Juan 1979: oro nei 100m dorso, nei 200m dorso e nella 4x100m misti.